# 名古屋市立御幸山中学校
名古屋市立御幸山中学校（なごやしりつ みゆきやまちゅうがっこう）は、愛知県名古屋市天白区御幸山にある名古屋市立中学校。

## 沿革
- 1973年（昭和48年）4月1日 - 昭和区天白町大字八事字御幸山において、名古屋市立天白中学校分校として設置される[1]。
- 1974年（昭和49年）4月1日 - 名古屋市立御幸山中学校として独立[1]。
- 1975年（昭和50年）1月30日 - 校歌制定[1]。
- 1982年（昭和57年）7月11日 - 所在地が天白区御幸山1001番地と変更される[1]。
- 1988年（昭和63年）4月 - 御幸山地域スポーツセンターが校内に設置される[1]。
- 2007年（平成19年） - 特別支援学級 I組が設置される[1]。

### 生徒数の変遷
『愛知県小中学校誌』（1998年）によると、生徒数の変遷は以下の通りである。
| 1974年（昭和49年） | 574人   |  |
| 1977年（昭和52年） | 771人   |  |
| 1987年（昭和62年） | 1,174人 |  |
| 1997年（平成9年）  | 798人   |  |

## 学校目標
1. 自ら進んで学習し、幅広い力を身に付ける（知）[4]
2. 思いやりの心をもち、自律して行動する（徳）[4]
3. 自他を尊重し、健康に生活する（体）[4]

## 通学区域
- 名古屋市立八事東小学校学区[5]
- 名古屋市立表山小学校学区[5]
- 名古屋市立大坪小学校学区[5]

## その他
- テレビ愛知開局30周年記念ドラマ「スケート靴の約束」で撮影に使用された[6]。

## 交通
- 名古屋市営地下鉄鶴舞線 塩釜口駅下車 徒歩10分[2]

## 著名な出身者
- 藤村忠寿（北海道テレビ放送ディレクター）
- 田島慎二（プロ野球選手中日ドラゴンズ投手）
- ロンドン田中（アラウンドザ天竺）